# Planococcoides ireneus
Planococcoides ireneus är en insektsart som beskrevs av De Lotto 1964. Planococcoides ireneus ingår i släktet Planococcoides och familjen ullsköldlöss. Inga underarter finns listade i Catalogue of Life.